# Bayerburg
Die Bayerburg (litauisch: Bajerburgas) war eine Festung des Deutschen Ordens am Unterlauf der Memel. Die Bezeichnung findet für drei zeitlich nacheinander folgende Burgen an verschiedenen Orten Anwendung.

## Geschichte
Die erste Bayerburg wurde ein Jahr nach dem erfolgreichen Feldzug des Deutschen Ordens gegen die Litauer im Jahre 1336 errichtet. Über ihren Standort gibt es keine eindeutige Lehrmeinung: eine neuere Ansicht vermutet sie auf dem linken Memelufer, bei der heutigen Ortschaft Plokščiai und sieht den bislang allgemein angenommenen Standort Pilaitės (etwa 2 km westlich von Veliuona) auf dem gegenüber liegenden rechten Memelufer lediglich als kleineren Vorposten, der bereits kurze Zeit nach seiner Erbauung (1337) von den Litauern gestürmt worden sei.
Der Name der Burg geht auf die Anführer des damaligen Feldzuges zurück, König Johann von Böhmen und Herzog Heinrich XIV. von Niederbayern. Sie sahen die Bayerburg als zukünftige Hauptstadt des zu erobernden Litauens. Diese Pläne allerdings wurden nie Wirklichkeit. Tatsächlich zogen sich die Ordensritter 1344 flussabwärts zurück und errichteten die zweite Burg bei der heutigen Ortschaft Maštaičiai. Diese hatte bis 1387 Bestand. Eine dritte Bayerburg findet Erwähnung an der Stelle der eigentlichen Georgenburg (errichtet 1387), die aber spätestens ab 1396 wieder unter ihrem alten Namen „Georgenburg“ geführt wird.